# Zarlardinge
Zarlardinge est une section de la ville belge de Grammont située en Région flamande dans la province de Flandre-Orientale et le pays de la Dendre. C'était une commune à part entière avant la fusion des communes de 1977.

## Toponymie
Saroldingas (868), Saraldenges (1142), Soraudenges (1210), Sorodenghes (1211), Soradenges (1214)

## Démographie

### Évolution démographique
- Sources : INS, Rem. : 1831 jusqu'en 1970 = recensements, 1976 = nombre d'habitants au 31 décembre[3].